# IC 5282
IC 5282 — галактика типу Sd у сузір'ї Пегас.
Цей об'єкт міститься в оригінальній редакції індексного каталогу.